# Marieke Westenenk
Marieke Westenenk (* 30. Juni 1987 in Tilburg, Nordbrabant) ist eine niederländische Schauspielerin und Sängerin. 

## Leben und Wirken
1997/1998 spielte Marieke Westenenk die Rolle der Kate in der niederländischen Version des Musicals Annie.
Sie beteiligte sich 2004 an der Castingshow Idols, gehörte jedoch nicht zu den letzten 27 Kandidaten. Westenenk spielte in der niederländischen Version der Fernsehserie Das Haus Anubis, Het Huis Anubis und dem Kinofilm Anubis en het pad der 7 zonden als Joyce van Bodegraven mit.

## Filmografie (Auswahl)
- 2006–2009: Het Huis Anubis
- 2008: Anubis en het pad der 7 zonden
- 2009: Anubis en de wraak van Arghus